# UniSat-6
UniSat-6 es un microsatélite italiano desarrollado por GAUSS Srl y lanzado en 2014. El satélite está construido en un bus en forma de caja de 0.4x0.4x0.4m, optimizado para el lanzamiento en piggy-back. Todos los instrumentos están alimentados por células solares montadas en el cuerpo de la nave, con una potencia eléctrica máxima de 11W. El satélite no tiene propulsión en órbita, utiliza un sistema de estabilización de actitud basado en imanes permanentes.

## Lanzamiento
UniSat-6 fue lanzado desde el sitio 13 de la Base Aérea de Dombarovsky, Rusia, el 19 de junio de 2014 por un cohete Dnepr.

## Misión

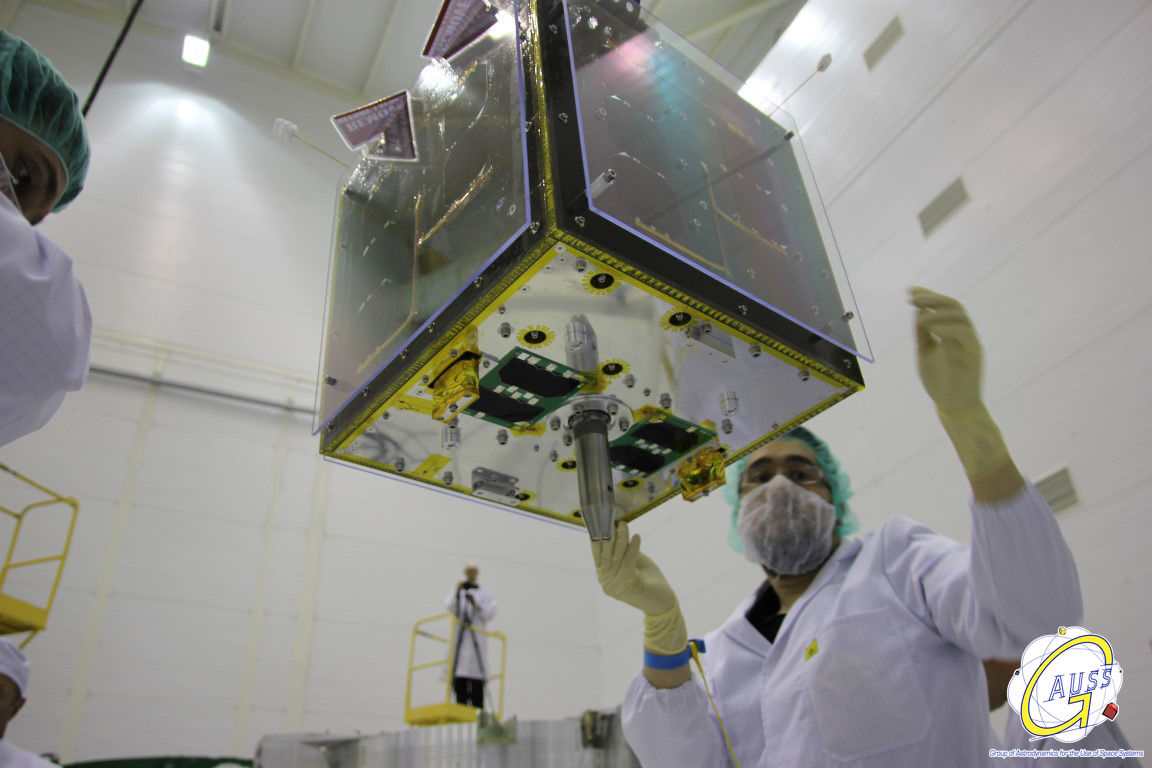
UniSat-6 durante la integración satelital con el lanzador Dnepr.

El satélite está destinado principalmente a la verificación de tecnología en el espacio, siendo la pieza principal de prueba 3 sistemas de despliegue cargados con 4 satélites CubeSat, a saber, AeroCube 6, Lemur-1, ANTELSAT y Tigrisat, con un volumen total de 9U. Todos los sub-satélites se desplegaron 25 horas después de alcanzar la órbita, sin incidentes.
El satélite también está equipado con una cámara a bordo para tomar fotografías del lanzamiento de los cubesats y para la observación de la Tierra.